# 302 TCN
302 TCN là một năm trong lịch La Mã.